# ایوو روسف
ایوو روسف (انگلیسی: Ivo Rusev؛ زادهٔ ۱۴ ژوئن ۱۹۶۲) قایقران روئینگ اهل بلغارستان است.